# 山田裕 (税理士)
山田 裕（やまだ ゆたか、1970年5月9日 - ）は、日本の税理士であり、株式会社チェンジホールディングスの取締役兼執行役員CFO。

## 人物・来歴
新潟県出身。新潟県立新潟高等学校卒業、慶應義塾大学経済学部中退。その後、1997年4月、矢内本脇会計事務所に入所後、2007年10月に株式会社チェンジに入社し、2014年株式会社チェンジ取締役に就任、2015年取締役兼執行役員CFO・Control&Managementユニット長就任、2018年取締役兼執行役員CFO・Corporateユニット長就任（現任）。2018年株式会社トラスト取締役就任（現任）。

## 専門分野
株式会社チェンジ（現株式会社チェンジホールディングス）の取締役兼執行役員CFOとして、東証マザーズ（現東証グロース）への株式上場、東証一部（現東証プライム）への市場変更、株式会社トラストバンク、イー・ガーディアン株式会社などのM&A、国内外の公募増資に携わり、株式会社チェンジホールディングスの成長戦略を経理財務面から支える。